# Monstera punctulata
Monstera punctulata är en kallaväxtart som först beskrevs av Heinrich Wilhelm Schott, och fick sitt nu gällande namn av Heinrich Wilhelm Schott och Adolf Engler. Monstera punctulata ingår i släktet Monstera och familjen kallaväxter. Inga underarter finns listade.